# Odeon Budokan
Odeon Budokan è un album dal vivo del cantautore canadese-statunitense Neil Young e del gruppo musicale Crazy Horse, pubblicato nel 2023 ma registrato nel 1976.

## Tracce
Side 1
1. The Old Laughing Lady – 5:55
2. After the Gold Rush – 4:29
3. Too Far Gone – 3:17
4. Old Man – 3:48
5. Stringman – 3:45

Side 2
1. Don't Cry No Tears – 3:12
2. Cowgirl in the Sand – 4:56
3. Lotta Love – 2:57
4. Drive Back – 4:37
5. Cortez the Killer – 7:04

## Formazione
- Neil Young – chitarra, piano, aarmonica, voce
- Frank "Poncho" Sampedro – chitarra, voce
- Billy Talbot – basso, voce
- Ralph Molina – batteria, voce